# Villa San Carlos (Buenos Aires)
Villa San Carlos es un barrio de la localidad argentina de Berisso, en la provincia de Buenos Aires.

## Población
En 2001 tenía 7089 habitantes, según el INDEC.

## Estructuras
La Escuela N° 5 de Villa San Carlos se construyó en 1920.

### Deportivas
- Club Atlético Villa San Carlos, juega en la Primera B.

Partidos del Gran Buenos Aires y el Gran La Plata, con el Partido de Berisso.